# Kế hoạch tác chiến
Kế hoạch tác chiến (Operational plan) là một kế hoạch rất chi tiết đưa ra một bức tranh rõ ràng về cách một nhóm, bộ phận sẽ đóng góp vào việc đạt được các mục tiêu của tổ chức. kế hoạch tác chiến giúp doanh nghiệp phân bổ vốn và nhân lực trong khoảng thời gian 1- 3 năm thông qua các hoạt động cụ thể giúp các bộ phận hoạt động để đạt được mục tiêu chung của doanh nghiệp.

## Lợi ích của kế hoạch tác chiến
-   Giúp kiểm soát các hoạt động của doanh nghiệp và kịp thời thay đổi khi gặp phải sự cố.
-   Giúp doanh nghiệp tối ưu nguồn vốn và nhân lực
-   Giúp các bộ phận hoạt động hiệu quả để đạt được mục tiêu của doanh nghiệp

## Kế hoạch tác chiến và kế hoạch chiến lược
Có 3 đặc điểm cơ bản để phân biệt kế hoạch chiến lược và kế hoạch tác chiến:
1. Thời gian:
-   Kế hoạch chiến lược vạch ra các mục tiêu dài hạn trong khoảng thời gian từ 3- 5 năm.
-   Các hoạt động cần làm trong ngắn hạn để đạt được mục tiêu trên được vạch ra trong kế hoạch tác chiến.
2. Mục tiêu:
-    Mục tiêu của kế hoạch chiến lược chính là tầm nhìn của doanh nghiệp trong dài hạn và cách các bộ phận hoạt động để đạt được mục tiêu đó.
-    Mục tiêu của kế hoạch tác chiến lại được vạch ra theo các bộ phận để từng bước hoàn thành mục tiêu của kế hoạch chiến lược.
3. Lên kế hoạch:
-    Các lãnh đạo cấp cao của tổ chức là người lên kế hoạch chiến lược cho tổ chức. Khi kế hoạch chiến lược đã được tạo ra sẽ có nhóm xuyên chức năng đảm bảo chiến lược thành công.
-    Các trưởng bộ phận sẽ là người chịu trách nhiệm lên kế hoạch tác chiến cho bộ phận của mình. Dù mỗi bộ phận có từng kế hoạch tác chiến riêng nhưng vẫn phải đảm bảo phối hợp với nhau để đạt được mục tiêu chiến lược của tổ chức.
Chính vì những đặc thù riêng biệt trên, mô hình hỗ trợ để hoạch định kế hoạch tác chiến và kế hoạch chiến lược cũng có những nét khác nhau. Cụ thể, mô hình SOSTAC (PR Smith,1998) thường được áp dụng để lên các kế hoạch mang tính chiến lược; trong khi đó, kế hoạch tác chiến thường được xây dựng dựa trên mô hình PASTA (Theo Zweers, 2015).

## Những bước cơ bản lên kế hoạch tác chiến
1. Xác định rõ mục tiêu
Trước khi bắt đầu lên kế hoạch tác chiến cần xác định rõ ràng mục tiêu, mục tiêu của kế hoạch tác chiến sẽ được xác định rõ ràng thông qua các câu hỏi sau:
-    Bộ phận đang ở đâu?
-    Bộ phận muốn đạt được gì?
-    Làm sao để bộ phận có thể đạt được điều đó?
-    Làm thế nào để đánh giá tiến độ của bộ phận?
2.Phân bổ ngân sách và nhân lực
Sau khi đã vạch ra mục tiêu, điều quan trọng cần lưu ý là ngân sách và nhân lực cho kế hoạch tác chiến. Cần phải phân công nhiệm vụ, phân bổ tài nguyên, phân chia ngân sách phù hợp cho các thành viên.
3. Báo cáo kế hoạch tác chiến
Sau khi đã lên chi tiết kế hoạch tác chiến, hãy xây dựng một quy trình báo cáo cho kế hoạch vì các bộ phận liên quan và lãnh đạo sẽ muốn xem xét kế hoạch tác chiến ở các mốc thời gian cụ thể như hàng tháng, quý hay theo dự án. Thế nên bảng báo cáo kế hoạch tác chiến sẽ giúp cập nhật nhanh chóng và chính xác tiến độ của kế hoạch.
4. Điều chỉnh kế hoạch tác chiến (nếu cần thiết)
Khi các hoạt động theo kế hoạch vạch ra không đạt được mục tiêu thì việc điều chỉnh kế hoạch hoạt là điều cần thiết. Các kế hoạch tác chiến sẽ cho thấy lý do các hoạt động không đạt được mục tiêu từ đó trưởng bộ phận sẽ có những điều chỉnh hợp lý để khắc phục hậu quả.